# Krzysztof Pazdro

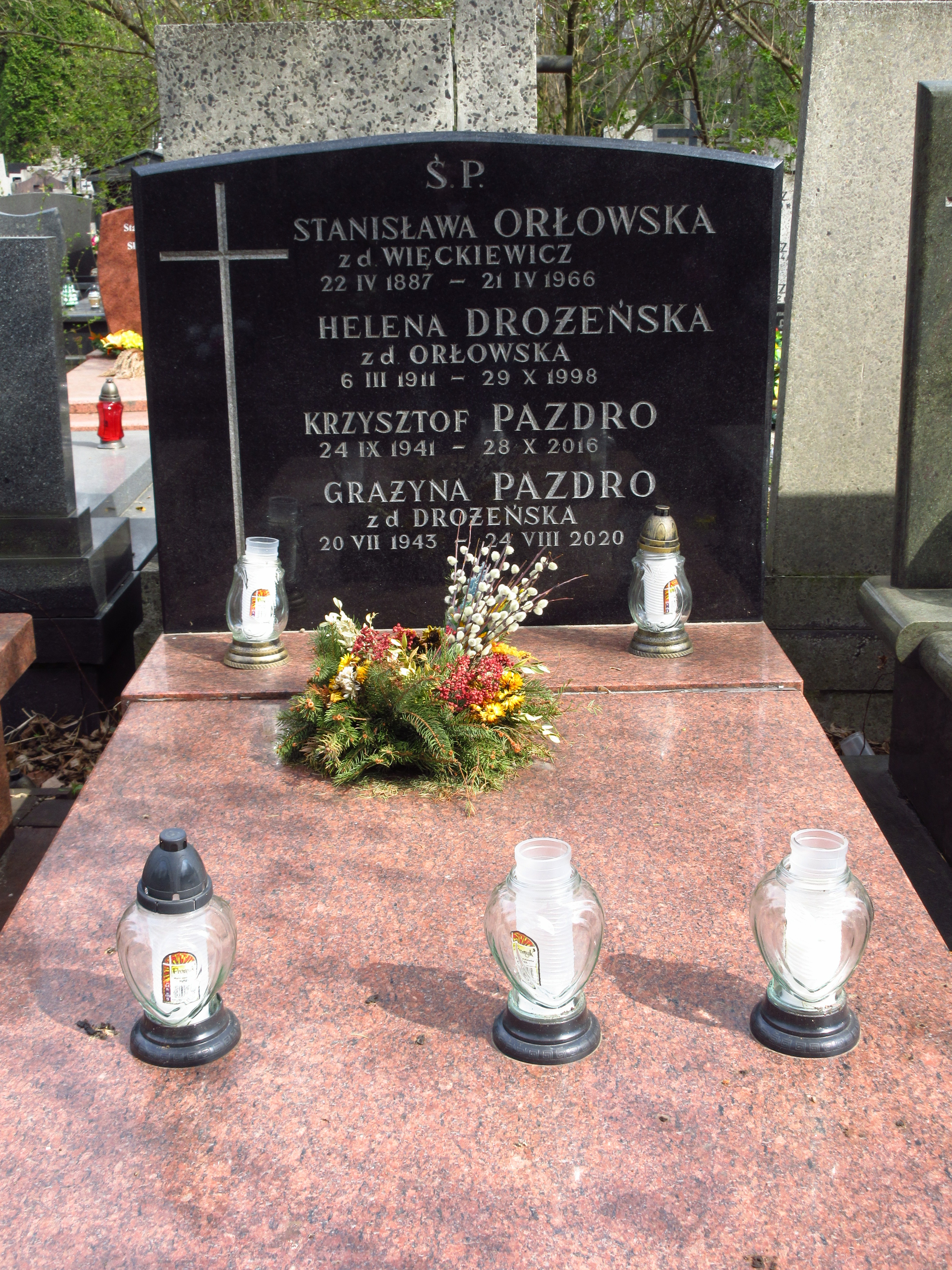
Grób Krzysztofa Pazdry na cmentarzu Bródnowskim

Krzysztof Maciej Pazdro (ur. 24 września 1941 w Krakowie, zm. 28 października 2016 w Warszawie) – polski chemik, dydaktyk, autor wielu podręczników i zbiorów zadań do nauczania chemii, wydawca, założyciel, właściciel i wieloletni prezes Oficyny Edukacyjnej * Krzysztof Pazdro.

## Życiorys
Urodził się 24 września 1941 roku w Krakowie. W 1959 roku ukończył XI Liceum Ogólnokształcące im. Mikołaja Reja w Warszawie i rozpoczął studia w zakresie chemii i fizyki na Uniwersytecie Warszawskim. Po ukończeniu studiów chemicznych (w 1964 r.) przez dwa lata pracował na macierzystym wydziale. Później, od 1966 do 1972, jako asystent na Wydziale Chemicznym Politechniki Warszawskiej, tam też w 1972 roku uzyskał, pod kierunkiem Wandy Polaczkowej, stopień doktora nauk chemicznych. Jego rozprawę doktorską (Badania układu 1,3-ditiolu. Reakcje przebiegające z udziałem karbenu 4,5-dwufenylo-1,3-ditioliowego) nagrodzono Nagrodą Naukową Polskiego Towarzystwa Chemicznego. W latach 1972–1979 pracował jako adiunkt w Instytucie Chemii Przemysłowej w Zakładzie Metod Oczyszczania Związków Organicznych. W latach 80. kierował Pracownią Chemii w Instytucie Kształcenia Nauczycieli, a także okresowo uczył chemii i fizyki w warszawskich szkołach.
Opublikował kilkanaście prac naukowych i kilkadziesiąt artykułów. W 1974 roku opublikował pierwsze wydanie Zbioru zadań z chemii dla liceum ogólnokształcącego, później wielokrotnie wznawianego. Był autorem wielu podręczników do nauczania chemii na poziomie podstawowym, gimnazjalnym i licealnym. W 1992 r. założył własne wydawnictwo pod nazwą Oficyna Edukacyjna * Krzysztof Pazdro, która specjalizuje się w wydawaniu podręczników, zeszytów ćwiczeń, zbiorów zadań, poradników dla nauczycieli i uczniów oraz materiałów metodycznych dla nauczycieli.
Pochowany na cmentarzu Bródnowskim w Warszawie (kwatera 18G-6-23).

## Publikacje
- „Chemia. Podręcznik do szkoły podstawowej” klasa 7, klasa 8 (seria – podręczniki i zeszyty ćwiczeń), Kamil Kaznowski, Krzysztof M. Pazdro, 2017 [ ISBN 978-83-7594-150-0]
- „Chemia. Repetytorium dla przyszłych maturzystów i studentów”, Krzysztof M. Pazdro, Anna Rola-Noworyta, 2014 [ ISBN 978-83-7594-115-9]
- „Akademicki zbiór zadań z chemii ogólnej”, Krzysztof M. Pazdro, Anna Rola-Noworyta, 2013 [ ISBN 978-83-7594-104-3]
- „ABC chemii” (seria – podręczniki i zeszyty ćwiczeń do gimnazjum), Kamil Kaznowski, Krzysztof M. Pazdro, 2015, 2016 [ ISBN 978-83-7594-124-1]
- „Zbiór zadań z chemii do liceów i techników. Zakres rozszerzony”, Krzysztof M. Pazdro, Anna Rola-Noworyta, 2012 [ ISBN 978-83-7594-106-7]
- „Zbiór zadań z chemii dla liceum ogólnokształcącego” (1974, WSIP, kolejne wydania 1975, 1976, 1977, 1978, 1979, 1981 (ISBN 83-02-01108-8), 1984)
- „Zbiór zadań z chemii dla szkół średnich” (1986, ISBN 83-02-02941-6, kolejne wydania 1988, 1990, 1992, 1993, 1994)
- „Prawo okresowości i struktura atomów” (1978, kolejne wydania: 1984 (ISBN 83-02-02029-X), 1990)
- „Chemia dla kandydatów na wyższe uczelnie” (1980, ISBN 83-01-00433-9 (kolejne wydania: 1982, 1983, 1985, 1989))
- „Szkolny poradnik chemiczny” (1986, wspólnie z Zofią Dobkowską, ISBN 83-02-01689-6)
- „Dydaktyka chemii” (1990, wspólnie z Anną Galską Krajewską, ISBN 83-01-09591-1)
- „Podstawy chemii dla kandydatów na wyższe uczelnie” (1991, ISBN 83-900212-0-X)
- „Słownik szkolny: chemia” (1993, wspólnie z Jadwigą Sobczak i Zofią Dobkowską, ISBN 83-02-04981-6)
- „Budowa materii w oczach chemika” (1996, ISBN 83-85751-34-3)
- „Chemia. Podręcznik do kształcenia podstawowego w liceach i technikach” (2002, wspólnie z Witoldem Danikiewiczem, ISBN 83-89023-63-6)
- „Chemia. Program kształcenia w zakresie podstawowym do liceów ogólnokształcących, liceów profilowanych oraz techników” (2002, ISBN 83-89023-61-X)
- „Chemia. Program kształcenia w zakresie rozszerzonym do liceum ogólnokształcącego” (2002, wspólnie z Witoldem Danikiewiczem, ISBN 83-89023-62-8)